# XADO
XADO Chemical Group es una compañía ucraniana fabricante de productos químicos de uso industrial y cosmético, tales como revitalizantes, aceites lubricantes, y su principal fuerte es el desarrollo de lubricantes y aditivos para la industria automovilística.

## Historia
La empresa fue fundada en 1991 en Járkov, Ucrania. 

### Origen del nombre y logotipo
El nombre de XADO es el acrónimo de las palabras  "Jarkovsky dom". En 1998, la dirección de la empresa decidió patentar la invención de un revitalizante, una clase de aditivo para lubricantes automotores. El primer producto de la empresa envasado para su consumo, un gel revitalizante para motores; fue lanzado en diciembre de 1999. En 2004, junto con el fabricante europeo de Aceite Eurol, se creó la empresa XADO Lube B.V. cuya sede se encuentra en Holanda. 
La planta se especializa en la producción de aceites XADO Atomic Oil con revitalizante atómico.

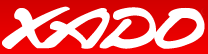
logo antiguo

### Logotipo
El logo de XADO fue creado en el año 2000 por el reconocido diseñador de Járkov, Ígor Makarov. Como parte del diseño sugirió que el logo debía ir "escrito" con el de gel exprimido de un tubo, ya que el principal producto de XADO, el gel revitalizante, y éste se envasa en tubos. 2010 — nuevo logo.

## Productos
La empresa fabrica aproximadamente 250 tipos de productos, principalmente para el mantenimiento de vehículos. Están disponibles en más de 60 países de todo el mundo. Aproximadamente un 70% de su producción tien por destino el mercado internacional europeo. Entre los productos más reconocidos se incluye a: 
- Gel revitalizante XADO,[4][5]

- Aceites XADO

- Atomic Oil
- VeryLube

Según los expertos locales, la compañía XADO es una empresa reconocida dentro de Ucrania, también en el mercado ruso en cuanto a los aceites y otros fluidos anti-fricción importados, los que tienen una presencia muy activa en casi todas las principales regiones de la Federación rusa. Su cuota en el mercado ruso es del 24%, mientras que en el segmento de los nanocerámicos es de hasta el 90%.